# Sylvester Churchill
Pour les articles homonymes, voir Churchill.
Sylvester Churchill, né à Woodstock (Vermont) le 2 août 1783 et mort à Washington le 7 décembre 1862, est un journaliste américain et officier de l'armée régulière.

## Biographie

### Jeunesse
Churchill est né à Woodstock, dans le Vermont, de Joseph et Sarah (Cobb) Churchill. Éduqué dans les écoles de sa ville natale, il devient journaliste et publie, en 1808, un hebdomadaire, "The Vermont Republican". Churchill épouse Lucy Hunter (1786-1862), fille de William et Mary (Newell) Hunter, le 30 août 1812 à Windsor, dans le Vermont.

### Carrière militaire
Au début de la guerre de 1812, il est nommé First lieutenant de la 3e artillerie américaine le 12 mars 1812 et est promu capitaine le 15 août 1813. Il est transféré au 1st U.S. Artillery le 1er juin 1821, promu major du 3rd U.S. Artillery le 6 avril 1835, et colonel et inspecteur général le 25 juin 1841. Il reçut le grade de brevet de brigadier général (général de brigade), en date du 23 février 1847, en reconnaissance de ses services sous les ordres du général John E. Wool, lors de la bataille de Buena Vista pendant la guerre américano-mexicaine.
Au début de la guerre civile américaine, il était inspecteur général de l'armée régulière depuis 20 ans. Il est mis à la retraite le 25 septembre 1861 pour des raisons de santé et Randolph B. Marcy lui succède.
Churchill meurt le 7 décembre 1862 à Washington, D.C.. Il est enterré au cimetière d'Oak Hill (Oak Hill Cemetery) à Washington, D.C..

## Hommage
Le comté de Churchill, dans le Nevada, créé en 1861, porte son nom, tout comme le fort Churchill, à Silver Springs, dans le Nevada. Le fort a été construit en 1861 et abandonné en 1869.

## Famille
Churchill était un parent éloigné de Winston Churchill. La ressemblance familiale évidente sur le portrait a été remarquée par Winston Churchill et ses contemporains.

## Source
- (en) Cet article est partiellement ou en totalité issu de l’article de Wikipédia en anglais intitulé « Sylvester Churchill » (voir la liste des auteurs).